# Jungfrugatan, Kyrkslätt
Jungfrugatan är klippor i Finland.   De ligger i kommunen Kyrkslätt i landskapet Nyland, i den södra delen av landet, 40 km sydväst om huvudstaden Helsingfors.
Terrängen runt Jungfrugatan är platt.  Närmaste större samhälle är Kyrkslätt, 17,9 km norr om Jungfrugatan. 